# Montesilvano
Montesilvano je italské město v provincii Pescara v oblasti Abruzzo. Leží u pobřeží Jaderského moře a je známé především jako letovisko. V roce 2024 zde žilo 53 633 obyvatel.

## Sousední obce
Cappelle sul Tavo, Città Sant'Angelo, Pescara, Spoltore

## Historie
První stopy osídlení jsou doloženy při starověké silnici, která spojovala kopcovitou oblast Montesilvano se starověkým italickým městem Pescara Colle. Další římské osídlení je zdokumentováno na kopci poblíž vesnice Santa Venere. Ve čtvrti Villa Carmine, v údolí Saline, existoval již ve 3. nebo ve 2. století př. n. l. chrám zasvěcený bohu Jupiterovi. V osadě se našla jedna římská pec, několik římských vil bylo nalezeno v lokalitách San Giovanni a Collevento, obydlených také v raném středověku.
Ekonomickou prosperitu zajišťovaly solné pánve, jež od starověku zásobovaly solí Řím: byla to vesnice na svazích kopců s chrámem zasvěceným bohu Silvanovi (a později Jupiterovi). Římané dobyli tuto osadu ve 3.– 2. století př. n. l. 
Po pádu Západořímské říše osídlení mizí a objevilo se až v roce 872: četná a těžko lokalizovatelná rozptýlená sídla jsou písemně zmíněna (v Chronicon Casauriense), od 10. století jako Mons Selbani a v roce 1175 jako Castellum Montis Silvani v majetku biskupa z Chieti. V následujících staletích byla vesnice předmětem četných výměn v Neapolském království, v 15. století ji získali Aragoncim, kteří ji udělilovali v léno různým velmožům.

## Památky

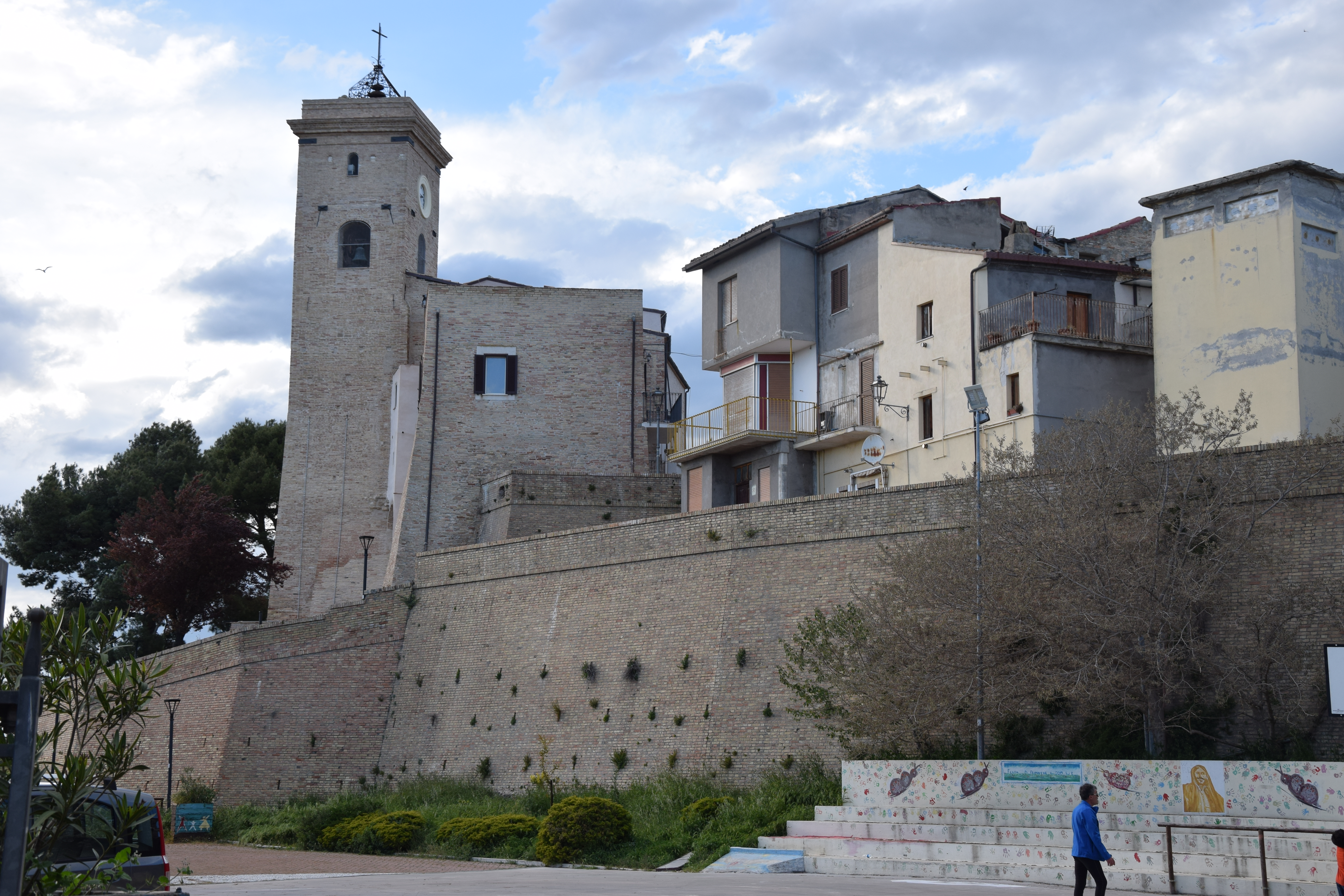
kostel sv. Michaela archanděla

- Farní kostel San Michele Arcangelo, středověký, založený ve 12. století v Montesilvano Colle
- Mariánský kostel Madonna della Neve, raně gotický, postavený ve 13. století v Montesilvano Colle
- Kostel svatého Antonína Paduánského, postavený v roce 1933; konají se v něm a v celém městě v červnu každoroční oslavy tohoto patrona města
- Palazzo Delfico, palác postavený v 18. století
- Il Museo del treno - Muzeum železnice, otevřené od roku 2009; expozice lokomotiv a železničních vagónů, modely železnic

## Slavní rodáci
- Francesca Remingio
- Gaia Staimuri
- Dean Martin (1917-1995), zpěvák; žil zde - jeho rodiče odtud pocházeli

## Partnerská města
- Lahnstein, Německo, od 2016
- Gradiška, Bosna a Hercegovina, od 2018[1]
- Zocca, Itálie, od 2016
- Bender, Moldávie, od 2018
- Hajdúböszörmény, Maďarsko